# Minden (Sauer)
Minden település Németországban, Rajna-vidék-Pfalz tartományban. Lakosainak száma 259 fő (2023. december 31.). Minden Ralingen, Menningen, Rosport-Mompach és Hesperange községekkel határos.

## Népesség
A település népességének változása:
| Lakosok száma | 228  | 222  | 236  | 249  | 253  | 252  | 259  |
|               | 1975 | 2014 | 2017 | 2019 | 2021 | 2022 | 2023 |